# Su Po-ya
Su Po-ya (kinesiska: 蘇柏亞; pinyin: Sū Bǎiyà, född 17 september 1998, är en taiwanesisk taekwondoutövare.

## Karriär
I augusti 2018 tog Su guld i 53 kg-klassen vid asiatiska spelen i Jakarta efter att ha besegrat sydkoreanska Ha Min-ah i finalen. I maj 2019 tävlade Su i 53 kg-klassen vid VM i Manchester, där hon blev utslagen i kvartsfinalen av ryske Tatjana Kudаsjova. I juli 2019 tog Su guld i 53 kg-klassen vid universiaden i Neapel efter att ha besegrat Ha Min-ah i finalen.
I juni 2021 tog Su silver i 53 kg-klassen vid asiatiska mästerskapen i Beirut efter en finalförlust mot uzbekiska Charos Kayumova. Följande månad tävlade Su i 49 kg-klassen vid OS i Tokyo, där hon blev utslagen i åttondelsfinalen av japanska Miyu Yamada. I november 2022 tävlade Su i 53 kg-klassen vid VM i Guadalajara, där hon blev utslagen i kvartsfinalen av kinesiska Zuo Ju.
I juni 2023 tävlade Su i 53 kg-klassen vid VM i Baku, där hon återigen blev utslagen i kvartsfinalen av Zuo Ju. Följande månad tog Su silver i 53 kg-klassen vid universiaden i Chengdu efter en finalförlust mot iranska Nahid Kiani.